# 一宮研伸大学
一宮研伸大学（いちのみやけんしんだいがく、英語: Ichinomiya kenshin College）は、愛知県一宮市常願通5丁目4番1に本部を置く日本の私立大学。2017年創立、2017年大学設置。

## 概要
1971年に医療法人大雄会が設立した大雄会一宮高等看護学院に端を発し、2004年に愛知きわみ看護短期大学に改組、2017年4月に四年制大学へと発展的な改組を行い現在に至る。

## 沿革
- 1971年（昭和46年）4月 - 前身の大雄会一宮高等看護学院開学。
- 1977年（昭和52年）4月 - 大雄会一宮看護専門学校に改称。
- 2004年（平成16年）4月 - 愛知きわみ看護短期大学開学。
- 2017年（平成29年）4月 - 一宮研伸大学開学。同時に愛知きわみ看護短期大学の学生募集を停止。

## 基礎データ

### 所在地
- 本部（愛知県一宮市常願通5丁目4番1）
  - 最寄駅：JR東海道本線尾張一宮駅・名鉄名古屋本線名鉄一宮駅から名鉄バスでの移動

## 学部
- 看護学部
  - 看護学科

## 奨学金
給付型（減免）
- 特待生奨学金制度（成績優秀者への奨学金）

：1年次特待生
：2年次以降特待生
給付型
- 勤労奨学金制度（勤労学生への奨学金）